# 和洽
和 洽（わ こう、か こう、生没年不詳）は、中国後漢末期から三国時代の魏にかけての人物。字は陽士。豫州汝南郡西平県の出身。子は和禽・和逌。孫（和逌の子）は和嶠・和郁。『三国志』魏書に伝がある。

## 生涯
『三国志』和洽伝の注に引く『汝南先賢伝』によると、人物批評家の許劭によって見出されたと言われる。孝廉に推挙され、大将軍から招聘を受けたが、いずれも応じなかった。冀州に拠った袁紹が汝南の士大夫を招聘すると、和洽は冀州を危険と見て、一族と共に荊州の劉表へ身を寄せた。劉表が上客の礼を以って和洽を遇したが、和洽は劉表を暗愚と判断したため、南に下り武陵に居住した。
建安13年（208年）に曹操が荊州を平定した後、招聘されて丞相掾属となる。当時、曹操の下で官吏の人事職務にあたっていたのは崔琰と毛玠であったが、和洽は清廉さに重きを置きすぎる彼らのやり方を行き過ぎとして批判した。
建安18年（213年）11月、王粲・杜襲・衛覬と共に、藩国として建国された魏の侍中となる。杜襲と共に曹操から強い信任を受け、競争心の強い王粲からは嫉妬を受けた。毛玠が讒言を受けると、曹操に事実関係を調査するよう強く依頼した。曹操が讒者を庇ったので事実を明らかにすることはできず、毛玠は失脚したものの、免職で済まされた。
建安20年（215年）、曹操が漢中の張魯を破ると、その地の住民を移住させる策を提言。曹操はすぐには受け入れなかったが、結局は漢中を放棄して住民を移住させた。この後、郎中令に転任した。
黄初元年（220年）、文帝（曹丕）が即位すると光禄勲・安城亭侯に取り立てられる。黄初7年（227年）に明帝（曹叡）が即位した後、爵位は西陵郷侯に昇った。さらに転任して太常となったが、清貧の生活を堅く守り、明帝から穀物と絹帛を賜与されるほどだった。死去の後、簡侯と諡された。